# 熊远著
熊远著（1930年7月8日—2017年1月30日），湖北省竹山县人。动物遗传育种专家。曾任华中农业大学教授。中国工程院院士，是中国唯一的养猪学院士。曾主持了利用湖北白猪培育出“杜湖猪”的工作。

## 生平
1959年，熊远著毕业于华中农学院并留校任教。1983年，熊远著被评为副教授。1985年，熊远著建立中国第一个种猪测定中心─中国武汉种猪测定中心。1986年，熊远著与他的研究集体培育出中国第一个高瘦肉率的猪母本新品种——湖北白猪及其品系。1986年，熊远著被评为教授，同年获有突出贡献的国家级专家。1988年，熊远著获得湖北省科技进步特等奖。1988年，熊远著与同事利用“湖北白猪”为母本，杂交出瘦肉型商品猪“杜湖猪”，并获得1988年国家科技进步二等奖。1999年，当选为中国工程院院士。
2017年1月30日23时30分逝世。

## 著作
熊远著参与编著的《中国猪品种志》是中国迄今为止最完整也是惟一的一部猪品种志。熊远著曾先后建立了中国第一个种猪测定中心，农业部种猪质检中心，农业部猪遗传育种重点实验室，国家家畜工程技术研究中心和一个产学研相结合的1.5万头规模的育种试验场。